# Solco bulbopontino

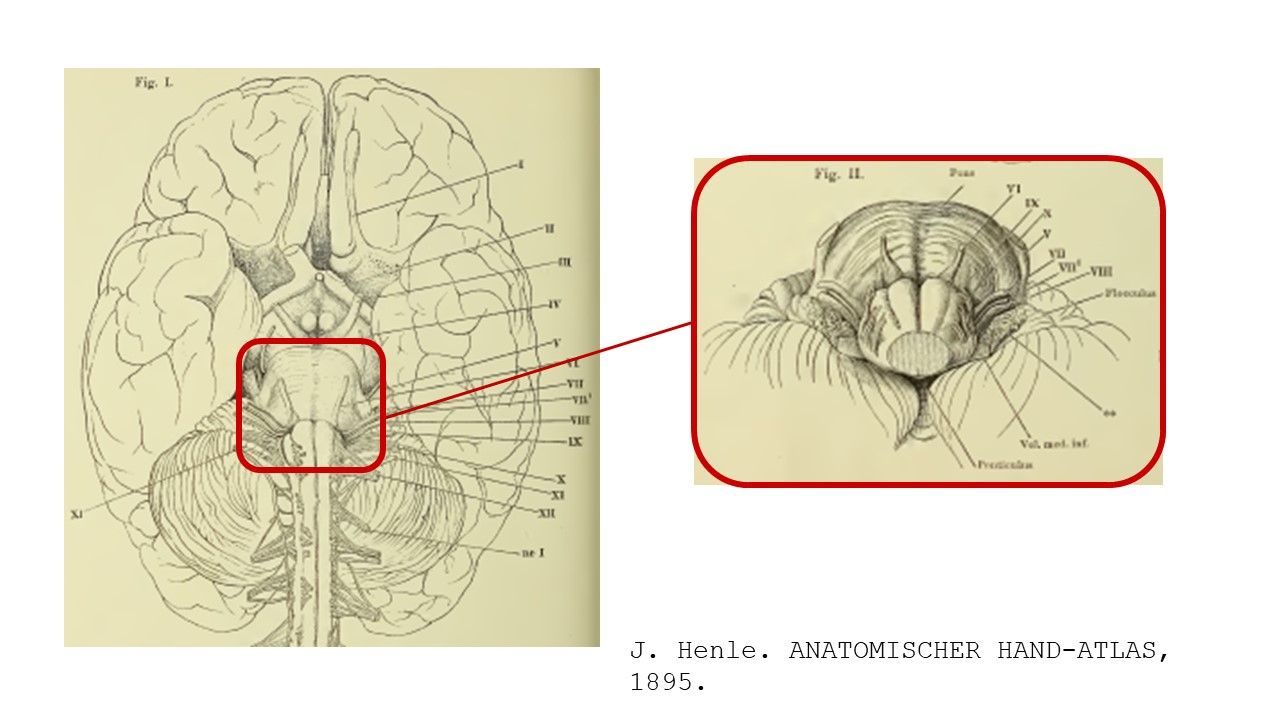
Veduta inferiore dell'encefalo. Particolare del Solco Bulbo-Pontino (modificata da J. Henle).

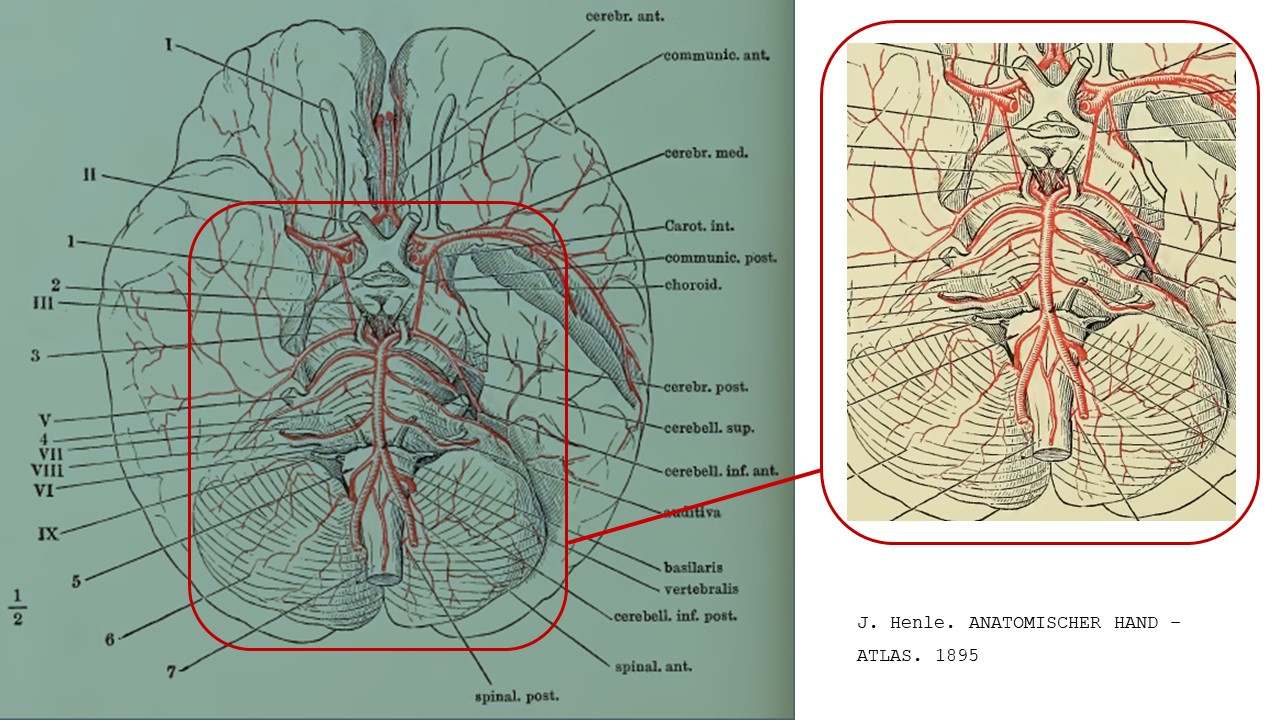
Vascolarizzazione arteriosa del bulbo e del ponte. Arterie vertebrali e arteria basilare.

Il solco bulbo-pontino è una fessura poco profonda che si trova sulla superficie inferiore dell'encefalo, tra il bulbo e il ponte, due strutture facenti parte del tronco encefalico (una delle componenti del sistema nervoso centrale), e che costituisce il limite di separazione tra esse.
In corrispondenza della linea mediana, il solco bulbo-pontino presenta una fossetta a fondo cieco (il foro cieco), nel quale decorrono alcuni piccoli vasi. Subito ai lati del foro cieco, emergono dal solco i nervi abducenti e, più lateralmente, procedendo in ordine medio-laterale, i nervi facciale, intermedio e acustico.
A livello della linea mediana del solco bulbo-pontino, si ha la confluenza delle due arterie vertebrali per formare l'arteria basilare, che decorrerà poi sulla faccia inferiore del ponte. In prossimità di detto solco, l'arteria basilare emette due suoi rami collaterali: l'arteria cerebellare inferiore anteriore  (che decorre al di dietro dell'uscita dei nervi abducenti) e l'arteria uditiva interna (che è situata al davanti dei suddetti nervi).